# Miss Trans Israel
Miss Trans Israel és un concurs de bellesa per a dones transgènere. El certamen es va celebrar per primera vegada en 2016 en la ciutat de Tel-Aviv, a l'estat d'Israel. La guanyadora del concurs va ser la model àrab israeliana Talleen Abu Hanna.

## Miss Trans Israel 2016
La primera edició del concurs de bellesa Miss Trans Israel, es va dur a terme el 27 de maig de 2016 en el Teatre Nacional Habima de Tel-Aviv, Israel.Onze concursants de diversos orígens religiosos i ètnics, van competir pel primer títol del certamen Miss Trans Israel 2016.

### Audicions
El 3 de març de 2016 es van dur a terme tres rondes d'audicions al Club Teatre de Jaffa per les 35 dones transgènere que desitjaven competir en el certamen. De les 19 participants que van assistir a les audicions, onze finalistes van ser seleccionades per competir en la final del concurs de bellesa.

### Concurs
Per marcar el començament de la setmana de l'orgull gai a Tel-Aviv, els organitzadors i activistes del col·lectiu LGBT, van organitzar per primera vegada en la història, la desfilada Miss Trans Israel, que va ser celebrat en el Teatre Nacional Habima de Tel-Aviv. El premi consistia en 15.000$ dòlars en procediments de cirurgia plàstica a l'hospital cosmètic Kamol de Bangkok, Tailàndia, incloent entre les despeses: un bitllet d'avió i l'allotjament en un hotel. [4] L'esdeveniment va rebre atenció internacional, amb articles i vídeos a internet i a diversos mitjans de comunicació com els canals de televisió CBS i NBC, [5] els periòdics The New York Times, [6] Boston Herald, [7] les revistes Business Insider, [8] Times, [9] els diaris The Daily Mail, [10] Jerusalem Post, Haaretz, [11] The Times of India, [12] i el diari espanyol El Mundo de Madrid. [13] Les concursants van desfilar amb un banyador, amb roba casual, i amb un vestit de núvia.

### Concursants
En un comunicat de premsa, que va ser emès pels organitzadors i els productors del concurs, les concursants van ser descrites com "un veritable mosaic de la societat israeliana, amb diferents antecedents, comunitats i creences, són un exemple de coratge i tolerància". Les concursants provenien de tota la nació d'Israel, i representaven a les comunitats musulmana, jueva, cristiana, beduïna i drusa.Les onze belleses que van participar en el certamen van ser:
- Talleen Abu Hanna
- Elian Nasiel
- Reem Or
- Aylin Ben Zaken
- Angelina Shamilov
- Danielle Larnon
- Maya Smadja
- Almog Yehuda
- Carolin Khoury
- Madlen Matar
- Shontal Israel

### Guanyadora
Talleen Abu Hanna va ser coronada com la guanyadora del concurs, trencant els límits històrics i convertint-se en la primera Miss Trans Israel. Abu Hanna és ballarina de ballet i model, i ara viu a Tel-Aviv. [6] Després de la seva victòria a Miss Trans Israel, Abu Hanna va aconseguir el segon lloc al concurs de bellesa Miss Trans Star Internacional 2016, que es va celebrar a Barcelona el 17 de setembre de 2016. [14] Ella també va aparèixer en la vuitena temporada de l'edició israeliana del programa de televisió Gran Germà.[15]

### Celebració de la Comunitat Trans
Pels organitzadors, activistes, i concursants de la comunitat LGBT, la desfilada va ser una celebració de l'acceptació gai, en una regió plena de conflictes i violència. Israel és possiblement l'únic país de l'Orient Mitjà, on les persones transgènere són lliures de viure la seva homosexualitat i expressar la seva veritable identitat de gènere. [10] La directora, Israela Stephanie Lev, va ser citada en el diari Jerusalem Post dient: "nosaltres vivim a l'únic país de la regió, on les persones poden viure com a gais o transsexuals, i on la gent no vol llençar-los des del terrat ni massacrar-los". Els organitzadors cercaven molt més que la bellesa de les concursants; van cercar una guanyadora que inspiri un sentit de coexistència i diversitat al poble d'Israel.[10]

## Miss Trans Israel 2017
La jove Elian Nesiel de la ciutat de Bat Yam, va ser la guanyadora del concurs de bellesa Miss Trans Israel 2017, i va representar a la nació d'Israel en el concurs de bellesa Miss Trans Star International 2017, que es va celebrar en la ciutat comtal de Barcelona, el dia 7 d'octubre de 2017.